# Lý Tòng Bá
Lý Tòng Bá (1931 – 2015), nguyên là một tướng lĩnh gốc Kỵ binh của Quân lực Việt Nam Cộng hòa, cấp bậc Chuẩn tướng. Ông xuất thân từ những khóa đầu ở trường Võ bị Quốc gia do Chính phủ Quốc gia Việt Nam mở ra tại nam Cao nguyên Trung phần. Sau khi tốt nghiệp ông được chọn vào đơn vị Thiết giáp và ông đã phục vụ ở Binh chủng này lên đến chức vụ Chỉ huy trưởng. Trong thời gian tại ngũ, ông cũng được chuyển nhiệm vụ sang lĩnh vực Hành chánh (Tỉnh trưởng) kiêm Quân sự (Tiểu khu trưởng). Ông là Tư lệnh sau cùng của Sư đoàn 25 Bộ binh, đơn vị cuối cùng chiến đấu bảo vệ mặt phía bắc Sài Gòn trước khi thất thủ.

## Tiểu sử & Binh nghiệp
Ông sinh ngày 14 tháng 11 năm 1931 trong một gia đình khá giả ở quê ngoại tại làng Bình Đức, tỉnh Long Xuyên (nay thuộc tỉnh An Giang), miền Nam Việt Nam. Quê nội của ông ở quận Kế Sách, tỉnh Sóc Trăng. Từ năm 1937, ông là học sinh trường Tiểu học Long Xuyên, rồi trường Trung học Collège Cần Thơ theo chương trình Pháp. Năm 1947, ông tốt nghiệp với văn bằng Thành chung. Tháng 8 năm 1948, ông trúng tuyển theo học trường Thiếu sinh quân Đông Dương ở Cap Saint Jacques, Vũng Tàu. Ngoài chương trình quân sự học đường, ông còn được học chương trình phổ thông Trung học Đệ nhị cấp. Năm 1950, ông tốt nghiệp với chứng chỉ tương đương văn bằng Tú tài bán phần (Part I).

### Quân đội Quốc gia Việt Nam
Tháng 11 năm 1951, ông nhập ngũ vào Quân đội Quốc gia, mang số quân: 51/121.307. Theo học khóa 6 Đinh Bộ Lĩnh tại trường Võ bị Liên quân Đà Lạt, khai giảng ngày 1 tháng 12 năm 1951. Ngày 1 tháng 10 năm 1952 mãn khóa tốt nghiệp Thủ khoa với cấp bậc Thiếu úy hiện dịch. Ngay sau khi ra trường, ông được tuyển chọn vào Thiết giáp và theo học tiếp khóa căn bản Binh chủng tại Trung tâm Huấn luyện Thiết giáp Viễn Đông của Quân đội Pháp ở Vũng Tàu kể từ ngày 1 tháng 10 năm 1952 đến ngày 1 tháng 4 năm 1953. Sau khi mãn khóa căn bản Thiết giáp, ông được cử giữ chức Trung đội trưởng Trung đội Thám thính M.8 thuộc Tiểu đoàn 7 Thám thính ở Hà Đông, Bắc Việt. Đầu năm 1954, ông được chọn làm sĩ quan Tuỳ viên cho Trung tướng Nguyễn Văn Hinh, Tổng Tham mưu trưởng Quân đội Quốc gia. Tháng 12 cùng năm ông được thăng cấp Trung úy tại nhiệm.

### Quân đội Việt Nam Cộng hòa
Đầu năm 1955, ông trở lại Binh chủng và được cử làm Đại đội trưởng Đại đội Thám thính. Sau khi Quân đội Quốc gia được đổi tên thành Quân đội Việt Nam Cộng hòa, tháng 10 cùng năm ông được chọn đi du học khóa cao cấp Thiết giáp tại trường Kỵ binh Saumur ở Pháp, đến đầu tháng 1 năm 1956 mãn khóa.
Ngay sau khi mãn khóa cao cấp Thiết giáp trở về nước, ông được cử làm Chi đoàn trưởng Chi đoàn chiến xa M.8 (sau đổi thành Chi đoàn chiến xa M.24) thuộc Trung đoàn 1 Thiết giáp đồn trú ở Gò Vấp, Gia Định do Thiếu tá Hoàng Xuân Lãm làm Trung đoàn trưởng. Đầu năm 1958, ông được thăng cấp Đại úy tại nhiệm. Tháng 12 cùng năm nhận lệnh bàn giao Chi đoàn M.24 lại cho Đại úy Kha Vãng Huy, để đi du học khóa căn bản và cơ khí Thiết giáp tại trường Lục quân Fort Knox, Tiểu bang Kentucky, Hoa Kỳ. Tháng 5 năm 1959, mãn khóa học ông về nước phục vụ tại ban Tu thư, sau đó được giao chức vụ sĩ quan Phụ tá Tiếp vận của Bộ chỉ huy Thiết giáp tại trại Trần Hưng Đạo, Bộ Tổng tham mưu.
Đầu năm 1960, ông được cử giữ chức Chỉ huy phó trường Huấn luyện Thiết giáp ở Thủ Đức do Thiếu tá Vĩnh Lộc làm Chỉ huy trưởng. Tháng 6 cùng năm, ông được biệt phái sang lĩnh vực Hành chính giữ chức vụ Phó Tỉnh trưởng Nội an kiêm Tiểu khu trưởng tỉnh Phước Long. Cuối năm, Thiếu tá Đỗ Văn Diễn Tỉnh trưởng Phước Long trả ông trở lại Quân đội vì bị nghi ngờ ủng hộ cuộc đảo chánh ngày 11 tháng 11 năm 1960 do Đại tá Nguyễn Chánh Thi cầm đầu. Ngay sau đó ông được cử đi làm Chỉ huy phó Trung tâm Huấn luyện Cơ giới Bảo an ở Vũng Tàu do Thiếu tá Lê Đức Đạt làm Chỉ huy trưởng. Đến giữa năm 1961, ông được cử làm Đại đội trưởng Đại đội 7 Cơ giới M.113 tân lập thuộc Sư đoàn 7 Bộ binh ở Mỹ Tho (ngày 1 tháng 11 năm 1962, đơn vị này được đổi tên thành Chi đoàn 4 Thiết vận xa thuộc Trung đoàn 2 Thiết giáp đặt binh sở tại Mỹ Tho). Tháng 12 cùng năm, ông được thăng cấp Thiếu tá và được cử giữ chức Trung đoàn trưởng Trung đoàn 2 Thiết giáp thay thế Trung tá Lâm Quang Thơ.
Đầu tháng 12 năm 1963, một tháng sau cuộc đảo chính Tổng thống Ngô Đình Diệm, ông được cử giữ chức vụ Chỉ huy Chiến đoàn 6 Thiết vận xa tân lập tại Mỹ Tho. Trung tuần tháng 8 năm 1964, ông được thăng cấp Trung tá. Một tháng sau, ngày 13 tháng 9, ông tham gia cuộc biểu dương Lực lượng (thực ra là một vụ đảo chính) xuất phát từ Quân khu 4 do Trung tướng Dương Văn Đức Tư lệnh Quân đoàn IV cầm đầu. Đảo chính thất bại, ông bị bắt và giam giữ tại Quân lao Gò Vấp, sau đó chuyển sang Đề lao Chí Hòa. Tháng 10 cùng năm ông bị ra Tòa án binh và Hội đồng Kỷ luật Quân đội nhưng được tha bổng và phục hồi cấp bậc. Sau đó ông được cử làm Trung đoàn trưởng Trung đoàn 1 Thiết giáp thay thế Thiếu tá Huỳnh Ngọc Diệp. Tháng 10 năm 1965, ông nhận lệnh bàn giao Trung đoàn 1 Thiết giáp lại cho Trung tá Huỳnh Ngọc Diệp  để đi nhận chức vụ Tỉnh trưởng kiêm Tiểu khu trưởng Bình Dương. Ngày Quốc khánh Đệ Nhị Cộng hòa 1 tháng 11 cùng năm, ông được đặc cách thăng cấp Đại tá tại nhiệm.
Tháng 4 năm 1968, rời khỏi chức vụ Tỉnh trưởng tỉnh Bình Dương, ông được chuyển về Trung ương giữ chức vụ Chánh sở Thanh tra thuộc Tổng nha Thanh tra Quân lực Việt Nam Cộng hòa. Đầu năm 1971, ông thuyên chuyển ra Quân khu 2 được cử vào chức vụ Tư lệnh phó Quân đoàn II kiêm Đặc trách Chương trình Bình định & Phát triển của Quân khu 2 tại Nha Trang.
Hạ tuần tháng 1 năm 1972, ông được bổ nhiệm chức vụ Tư lệnh Sư đoàn 23 Bộ binh thay thế Chuẩn tướng Võ Văn Cảnh đi làm Chỉ huy trưởng Trung tâm Huấn luyện Quốc gia Lam Sơn kiêm Chỉ huy trưởng Huấn khu Dục Mỹ. Tháng 5 cùng năm, ông được đặc cách thăng cấp Chuẩn tướng tại nhiệm ở mặt trận do chiến tích của Sư đoàn 23 đã lập được tại chiến trường Kontum trong "Mùa hè Đỏ lửa". Tháng 10 cùng năm, ông được lệnh bàn giao Sư đoàn 23 lại cho Đại tá Trần Văn Cẩm (nguyên Tham mưu trưởng Quân đoàn II). Cùng ngày đi nhận chức vụ Chỉ huy trưởng Thiết giáp Trung ương tại Trại Phù Đổng, Gò Vấp thay thế Đại tá Phan Hòa Hiệp. Giữa năm 1973, ông được cử làm sĩ quan Tuỳ viên cho Tổng thống Nguyễn Văn Thiệu trong chuyến công du thăm viếng các Quốc gia Hoa Kỳ, Ý, Anh, Trung Hoa Quốc gia và Đại Hàn với thời gian 2 tuần lễ.
Ngày Quốc khánh 1 tháng 11 năm 1974, ông được lệnh bàn giao Bộ chỉ huy Thiết giáp lại cho Trung tướng Nguyễn Văn Toàn. Sau đó đi đảm nhận chức vụ Tư lệnh Sư đoàn 25 Bộ binh (bản doanh đặt tại Căn cứ Đồng Dù, Củ Chi, Hậu Nghĩa), thay thế Đại tá Nguyễn Hữu Toán được cử đi làm Chỉ huy trưởng Trung tâm Huấn luyện Quốc gia Lam Sơn.
- Sư đoàn 25 Bộ binh vào thời điểm tháng 4/1975, nhân sự của Bộ tư lệnh Sư đoàn được phân bổ như sau:

-Tư lệnh - Chuẩn tướng Lý Tòng Bá
-Tư lệnh phó - Đại tá Trương Thắng Chức
-Tham mưu trưởng - Đại tá Bùi Hữu Khiêm
-Chỉ huy Pháo binh - Trung tá Phạm Hữu Nghĩa
Sáng ngày 30 tháng 4 năm 1975, ông bị quân Giải phóng bắt tại làng Tân Thạnh Đông, quận Củ Chi. Sau đó, bị tù lưu đày từ Nam ra Bắc qua các trại Quang Trung (Gia Định), Yên Bái (Hoàng Liên Sơn), Hà Nam (Hà Nam Ninh) cho đến ngày 13 tháng 2 năm 1988 mới được trả tự do.
Đầu năm 1990, ông xuất cảnh sang Mỹ theo chương trình "Ra đi có Trật tự" diện H.O do Chính phủ Hoa Kỳ bảo lãnh. Sau đó đoàn tụ với gia đình tại Las Vegas, Tiểu bang Nevada.
Ngày 22 tháng 3 năm 2015, ông từ trần tại nơi định cư. Hưởng thọ 84 tuổi.

## Huy chương
- Huy chương Việt Nam Cộng hòa:
– Bảo quốc Huân chương đệ tứ đẳng (ân thưởng)
– Sáu Anh dũng Bội tinh với nhành dương liễu
– Hai chiến thương Bội tinh.
- Huy chương Đồng minh:
– Huy chương Order of Sikatuva (Philippines)
– Huy chương Silver Star with "V" Device (Hoa Kỳ)
– Huy chương Croix de Guerre (Pháp).

## Gia đình
-Tướng Lý Tòng Bá là con trai thứ 3 và người con thứ 5 trong gia đình có 11 anh chị em.
- Bào huynh: Lý An Phước, Lý An Hải
- Bào tỷ: Lý Thị Thọ, Lý Thị Dương
- Bào đệ: Lý An Lợi, Lý An Lộc, Lý Tòng Tâm, Lý Tòng Tôn, Lý Tòng Hiếu
- Bào muội: Lý thị Kim Đính
- Phu nhân: Chung Bạch Vân (Cháu nội của cụ Chung Bá Vạng, quê ở Bạc Liêu)
- Các con: Lý Tòng Tân, Lý Bạch Phượng và Lý Tòng Châu